# Željko Ivezić
Pour les articles homonymes, voir Ivezić.

Zeljko Ivezic intervenant à la réunion d'hiver 2020 de lAmerican Astronomical Society.

Željko Ivezić, né en 1965 à Sarajevo (Bosnie-Herzégovine, Yougoslavie), est un astrophysicien croato-américain.
Après avoir obtenu son doctorat en physique de l'Université du Kentucky en 1995, où il a travaillé sur des modèles de transfert radiatif de poussière (il a écrit le code Dusty), il déménagea à l'Université de Princeton en 1997 pour travailler sur le Sloan Digital Sky Survey (SDSS) et devint le auteur principal du SDSS Moving Object Catalogue (SDSS-MOC).  Après Princeton, il a pris un poste de professeur à l'Université de Washington en 2004.
Il est co-auteur de plus de 250 articles scientifiques.
Il est impliqué dans l'Observatoire Vera-C.-Rubin depuis sa création au début des années 2000, en tant que scientifique du projet et chef de l'équipe scientifique du projet pendant de nombreuses années. De plus, Željko a été nommé directeur adjoint de la construction de l'Observatoire Rubin en septembre 2018 et il assumera le rôle de chef du Legacy Survey of Space and Time (LSST, le relevé principal de l'Observatoire Rubin) pour les opérations.
Il est/a été (?)[Quand ?] le scientifique système du projet Large Synoptic Survey Telescope (LSST) et président du Conseil scientifique du LSST. Il est également membre des groupes consultatifs scientifiques pour les projets EVLA, VAO et LIGO.
Il est le directeur de la construction de l'Observatoire Vera-C.-Rubin depuis le 3 janvier 2022,,.

## Récompenses et honneurs
Il a été élu Legacy Fellow de l'Union américaine d'astronomie en 2020.
L'astéroïde (202930) Ivezić, découvert par le Sloan Digital Sky Survey à l'observatoire d'Apache Point en 1998, porte son nom. La citation de nommage officielle a été publiée par le Centre des planètes mineures le 30 janvier 2010 dans la Minor Planet Circular 68449.